# Dyrektywa ptasia
Dyrektywa ptasia – potoczna nazwa dyrektywy 2009/147/WE z 30 listopada 2009 w sprawie ochrony dzikiego ptactwa, stanowiącej wersję skonsolidowaną wcześniejszej dyrektywy EWG 79/409/EWG z 2 kwietnia 1979 o ochronie dziko żyjących ptaków (Directive on the Conservation of Wild Birds). Dyrektywa ptasia składa się z 20 artykułów i 7 załączników, które precyzują metody jej realizacji. W szczególnych przypadkach, określonych w art. 9 dyrektywy, dopuszcza się, by państwa członkowskie udzielały indywidualnych zezwoleń na odstępstwa od zakazów sformułowanych w dyrektywie.

## Cele dyrektywy
- ochrona przed wyginięciem wszystkich istniejących współcześnie populacji ptaków występujących w stanie dzikim w UE
- prawne uregulowanie handlu i odłowu ptaków
- przeciwdziałanie pewnym metodom ich odłowu i zabijania

## Załączniki
Załącznik nr 1 to lista 182 gatunków ptaków, które powinny być chronione, poprzez ochronę ich siedlisk. Na równi z ptakami z tego załącznika są traktowane ptaki wędrowne.
Załączniki nr 2 i 3 określają gatunki ptaków, na które można polować, a upolowanymi handlować, co jest wyjątkiem wobec ogólnego zakazu zabijania ptaków i handlu nimi. Jednak nawet na ptaki gatunków wymienionych w tym załączniku nie można polować w okresie ich wędrówki wiosennej, toków ani rozrodu.
Załącznik nr 4 zawiera opis nieakceptowanych form odłowu i zabijania ptaków.
Załącznik nr 5 określa propozycje badań naukowych i eksperymentów.

## Metody ochrony zalecane w dyrektywie
Dyrektywa zobowiązuje do ochrony ptaków przez:
- stworzenie obszarów specjalnej ochrony ptaków, stanowiących część sieci Natura 2000;
- utrzymanie i zagospodarowania siedlisk ptaków zgodnie z potrzebami ekologicznymi, zarówno w ramach specjalnych obszarów ochrony, jak i poza nimi;
- przywracanie zniszczonych biotopów ptaków;
- tworzenie biotopów dla ptaków;
- zakaz umyślnego zabijania lub chwytania jakichkolwiek ptaków jakimikolwiek metodami (z wyjątkiem w postaci polowań na gatunki ujęte w załączniku 2);
- zakaz umyślnego niszczenia lub uszkadzania gniazd i jaj ptaków lub usuwania ich gniazd;
- zakaz wybierania jaj ptaków dziko występujących oraz zatrzymania tych jaj, nawet gdy są puste;
- zakaz umyślnego płoszenia tych ptaków, szczególnie w okresie lęgowym i wychowu młodych, jeśli mogłoby to mieć znaczenie w odniesieniu do celów dyrektywy;
- zakaz przetrzymywania ptactwa należącego do gatunków, na które polowanie i których chwytanie jest zabronione.